# VV Switch
VV Switch is een Nederlandse volleybalclub uit Utrecht, die is ontstaan uit de bedrijfsvereniging van de NS S.S.V.U. (Spoorweg Sport Vereniging Utrecht). In 1980 is de vereniging los komen te staan van de spoorwegen en is zij verder gegaan onder de naam Switch.
Switch heeft 5 herenteams en 7 damesteams. Trainingen zijn op maandagen en thuiswedstrijden worden op donderdag gespeeld. 